# Samuel Kiprono Chelanga
Samuel Kiprono Chelanga (23 febbraio 1985) è un mezzofondista e maratoneta keniota naturalizzato statunitense.

## Palmarès
| Anno | Manifestazione             | Sede              | Evento         | Risultato | Prestazione | Note |
| ---- | -------------------------- | ----------------- | -------------- | --------- | ----------- | ---- |
| 2017 | Mondiali di cross          | Kampala           | Corsa seniores | 11º       | 29'13"      |      |
| 2017 | Mondiali di cross          | Kampala           | A squadre      | 5º        | 68 p.       |      |
| 2018 | Mondiali di mezza maratona | Valencia          | Individuale    | 14º       | 1h01'23"    |      |
| 2018 | Mondiali di mezza maratona | Valencia          | A squadre      | 7º        | 3h07'38"    |      |
| 2023 | Mondiali di cross          | Bathurst          | Corsa seniores | 21º       | 31'04"      |      |
| 2023 | Mondiali di cross          | Bathurst          | A squadre      | 6º        | 134 p.      |      |
| 2023 | Giochi panamericani        | Santiago del Cile | 10000 m piani  | Argento   | 29'01!21    |      |

## Campionati nazionali
2013
- 5º ai campionati statunitensi di 5 km su strada - 14'00"

2015
- Argento ai campionati statunitensi di 20 km su strada - 59'25"
- Oro ai campionati statunitensi di 10 miglia su strada - 46'47"
- Oro ai campionati statunitensi di 12 km su strada - 34'35"
- 4º ai campionati statunitensi di 5 km su strada - 14'07"

2016
- Argento ai campionati statunitensi di 20 km su strada - 59'16"
- Oro ai campionati statunitensi di 10 miglia su strada - 47'25"
- Bronzo ai campionati statunitensi di 5 km su strada - 13'58"

2017
- 7º ai campionati statunitensi, 10000 m piani - 29'08"29
- Argento ai campionati statunitensi di mezza maratona - 1h03'04"
- Bronzo ai campionati statunitensi di 20 km su strada - 59'16"

2018
- Oro ai campionati statunitensi di 25 km su strada - 1h14'52"
- Argento ai campionati statunitensi di 15 km su strada - 43'16"

2021
- Bronzo ai campionati statunitensi di 25 km su strada - 1h14'28"
- Argento ai campionati statunitensi di mezza maratona - 1h00'59"
- 11º ai campionati statunitensi di 15 km su strada - 44'21"
- Oro ai campionati statunitensi di 10 km su strada - 28'45"
- 21º ai campionati statunitensi di 5 km su strada - 14'16"

2022
- 10º ai campionati statunitensi, 10000 m piani - 28'35"08
- 14º ai campionati statunitensi, 5000 m piani - 13'49"71
- Bronzo ai campionati statunitensi di corsa campestre - 30'34"
- Bronzo ai campionati statunitensi di 20 km su strada - 59'15"
- Argento ai campionati statunitensi di 10 miglia su strada - 46'14"
- Bronzo ai campionati statunitensi di 10 km su strada - 28'36"
- 4º ai campionati statunitensi di 8 km su strada - 22'58"

2023
- 9º ai campionati statunitensi, 10000 m piani - 28'52"01
- 5º ai campionati statunitensi di corsa campestre - 28'49"
- Bronzo ai campionati statunitensi di 20 km su strada - 59'26"
- 7º ai campionati statunitensi di 8 km su strada - 23'05"

2024
- 11º ai campionati statunitensi di 10 miglia su strada - 47'49"
- 8º ai campionati statunitensi di 15 km su strada - 44'57"
- Bronzo ai campionati statunitensi di 10 km su strada - 28'34"
- 17º ai campionati statunitensi di 5 km su strada - 14'07"

2025
- 16º ai campionati statunitensi di mezza maratona - 1h03'13"
- 13º ai campionati statunitensi di 10 miglia su strada - 47'49"

## Altre competizioni internazionali
2011
- Argento alla Mezza maratona di Boston ( Boston) - 1h03'41"

2012
- 8º al Prefontaine Classic ( Eugene), 5000 m piani - 13'09"67
- Bronzo alla Mezza maratona di Boston ( Boston) - 1h03'22"
- 5º alla Mezza maratona di New York ( New York) - 1h01'19"

2013
- 4º alla Mezza maratona di Boston ( Boston) - 1h01'04"
- 5º alla Mezza maratona di New York ( New York) - 1h01'19"

2014
- 13º al Prefontaine Classic ( Eugene), 10000 m piani - 27'59"74
- 9º all'ISTAF Berlin ( Berlino), 5000 m piani - 13'16"24

2016
- 16º al Prefontaine Classic ( Eugene), 5000 m piani - 13'46"84
- Bronzo alla Mezza maratona di New York ( New York) - 1h03'43"

2017
- 15º alla Maratona di Chicago ( Chicago) - 2h15'02"

2018
- 15º alla Maratona di Londra ( Londra) - 2h21'17"

2022
- 6º alla Mezza maratona di New York ( New York) - 1h01'49"

2023
- 30º alla Maratona di Boston ( Boston) - 2h20'20"
- 9º alla Maratona di Chicago ( Chicago) - 2h08'50"
- 7º alla Mezza maratona di Boston ( Boston) - 1h02'49"